# República Romana (1849)
A República Romana de 1849,também conhecida como "Segunda República Romana" para não confundi-la com a República Romana da época napoleônica (1798-1799), foi uma curta experiência republicana (quase cinco meses) estabelecida como estado em 9 de fevereiro de 1849, quando o papa Pio IX foi retirado do governo dos teocráticos Estados Pontifícios por uma revolução liberal, liderada pelo triunvirato composto por Carlo Armellini, Giuseppe Mazzini e Aurelio Saffi.
A pequena república, nascida no contexto das revoluções de 1848 que convulsionaram toda a Europa, teve vida breve (de 9 de fevereiro a 3 de julho), devido à intervenção da França de Luís Napoleão, que por conveniência política restabeleceu o ordenamento pontifício, contrariamente a um artigo da constituição francesa. Porém aquela república romana foi uma experiência significativa na história da unificação italiana, pelo encontro e confronto de muitas figuras do primeiro plano do Risorgimento, vindos de toda a península, como Giuseppe Garibaldi.
Em poucos meses, Roma passou da condição de estado entre os mais retrógrados e autoritários da Europa a banco de provas de novas ideias democráticas, fundamentando a vida política e civil sobre princípios como o sufrágio universal masculino, a abolição da pena de morte e a liberdade de culto que se tornariam realidade na Europa somente cerca de um século depois.

## Antecedentes
A inesperada indiferença do papa Pio IX nos conflitos dos estados italianos contra o Império Austríaco (Primeira Guerra de Independência Italiana, 1848) havia criado um clima de desconfiança e descontentamento popular nos Estados Pontifícios. Em 15 de Novembro de 1848, Pellegrino Rossi, ministro da justiça dos Estados Pontifícios, já sem apoio popular havia tempos, foi assassinado. No dia seguinte, os habitantes de Roma tomaram as ruas, onde vários grupos exigiram um governo democrático, reformas sociais e uma declaração de guerra contra a Áustria.

## Nascimento da República
Na noite de 24 de novembro de 1848, o papa Pio IX deixou Roma disfarçado como um simples padre, e saiu do Vaticano em direção a Gaeta, uma fortaleza, no Reino das Duas Sicílias. Antes de sair, ele havia permitido a formação de um governo liderado pelo arcebispo Carlo Emanuele Muzzarelli.
O governo emitiu algumas reformas liberais que Pio IX rejeitou quando estabelecido em Gaeta, planejando assim um novo governo. Uma delegação foi criada pelo Conselho Superior instituído pelo papa e pelo prefeito de Roma, e enviada para tranquilizar o papa e pedir-lhe que voltasse o mais rapidamente possível. Esta delegação era composta pelo próprio prefeito, Príncipe Tommaso Corsini, três sacerdotes - Rezzi, Mertel e Arrighi - Marquês Paolucci de Calboli, médico e advogado Fusconi Rossi. No entanto, eles foram parados na fronteira do estado em Terracina. O papa, informado do fato, recusou-se a falar com eles. Em Roma, foi formada uma Constituinte Romana, em 29 de novembro.
Sem um governo local, em Roma, pela primeira vez na história, assembleias populares foram reunidas. Margaret Fuller descreveu que o processo deu-se sob uma nova bandeira, a tricolor, enviada a partir de Veneza, deixada nas mãos do cavaleiro Marco Aurélio, no Capitólio. A irritação popular contra o papa aumentou por ele ter ameaçado de excomunhão os responsáveis pelas atuações políticas de novembro. A Constituinte decidiu convocar eleições com sufrágio universal (todos os cidadãos do estado, do sexo masculino maiores de 21 anos de idade) para 21 de janeiro de 1849. Uma vez que o papa havia proibido os católicos de votar nas eleições (porque ele considerou a convocação da eleição "um ato de monstruosidade patrocinada pela demagogia anárquica" (abnormus et sacrilogus attentate) merecendo os castigos descritos tanto nas leis divinas e humanas", o resultado das da eleições teve inclinação a uma assembleia constituinte republicana (mais de 50% dos potenciais eleitores foram às urnas nos Estados Pontifícios).

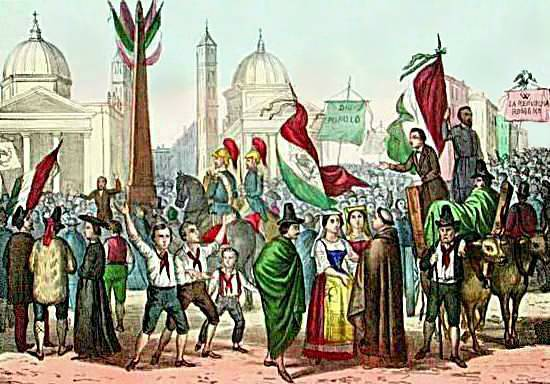
Proclamação da República Romana, na Piazza del Popolo

Os eleitores não foram solicitados a expressar-se sobre os partidos, mas sobre os indivíduos. O advogado Francesco Sturbinetti, que havia liderado o Conselho dos Deputados, recebeu a maioria dos votos, seguido por Carlo Armellini, o médico Pietro Sterbini, Mons Muzzarelli, em cujas mãos o papa Pio IX tinha deixado a cidade, e Carlo Luciano Bonaparte, príncipe de Canino. A aristocracia era representada com um príncipe, seis marqueses, quinze condes e três nobres. A nova reunião foi dominada pela burguesia, os abastados, profissionais e trabalhadores. Vinte e sete proprietários, um banqueiro, cinquenta e três juristas e advogados, seis graduados, doze professores, dois escritores, vinte e um médicos, um farmacêutico, seis engenheiros, cinco funcionários, dois comerciantes, dezenove oficiais militares, um antes e um monsenhor.
Em 2 de fevereiro de 1849, em um comício político realizado no Teatro Apollo, um jovem sacerdote romano, o Abbé Arduini, fez um discurso no qual ele declarou que o poder temporal dos Papas era uma "mentira histórica, uma impostura política, e uma imoralidade religiosa".
A Assembleia Constituinte foi convocada em 8 de fevereiro e foi proclamada a República Romana depois da meia-noite em 9 de fevereiro. De acordo com Jasper Ridley: "Quando o nome de Carlo Luciano Bonaparte, que era um membro de Viterbo, foi chamado, ele respondeu à chamada nominal gritando: Viva a República! (Viva la Repubblica!). Isto era uma República Romana um vislumbre mais amplo de expectativas foi expresso na aclamação de Giuseppe Mazzini como um cidadão romano.
Quando a notícia da derrota decisiva das forças do Reino da Sardenha na Batalha de Novara (22 de Março) chegou à cidade, a Assembleia proclamou o triunvirato, de Carlo Armellini (romano), Mattia Montecchi (Romano) e Aurelio Saliceti (de Teramo, Estados Pontifícios). Foi um governo, liderado por Muzzarelli e composto também por Aurelio Saffi (de Forlì, Estados Pontifícios). Entre os primeiros atos da República, foi a proclamação do direito do papa de continuar com o seu papel como chefe da Igreja Católica Romana. O triunvirato popular modificou a legislação para eliminar os impostos para dar trabalho aos desempregados.
Giuseppe Garibaldi formou a "Legião italiana", com muitos recrutas provenientes do Piemonte e os territórios sob domínio austríaco da Lombardia e Vêneto, e teve até uma estação na cidade de Rieti, na fronteira com o Reino das Duas Sicílias.

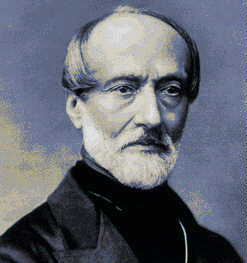
Giuseppe Mazzini (1805-1872), fundador do movimento Jovem Itália

A legião aumentou para cerca de 1000 homens e ganhou disciplina e organização. O papa pediu ajuda militar aos países católicos. Saliceti e Montecchi deixaram o triunvirato. Seus lugares foram preenchidos em 29 de março por Saffi e Giuseppe Mazzini, o o fundador do movimento Jovem Itália, que tinha sido o espírito orientador da República desde o início. Mazzini ganhou amigos entre os pobres ao distribuir algumas das grandes propriedades da Igreja aos camponeses. Ele inaugurou uma prisão e reformou um hospício, além de estabelecer a liberdade de imprensa, e a educação secular.
No entanto, as políticas do governo (impostos mais baixos, aumento da despesa) significaram problemas com as suas finanças e teve de recorrer a inflacionar a moeda, a fim de pagar as suas dívidas. A inflação fugiu inteiramente do controle da República, e também enfrentaram ameaças militares. O Reino da Sardenha e a República estavam em risco de ataques de forças austríacas (que foram capazes de atacar a própria Roma). O comandante-chefe das forças austríacas em Milão, Josef Radetzky, tinha observado durante o "Glorioso Cinco Dias" de Milão: "Três dias de sangue nos dará trinta anos de paz." Mas a República Romana teria cair para um outro inesperado inimigo: A França, de Luís Napoleão, que havia sido recém-eleito, e que em breve iria declarar-se imperador Napoleão III. Ele próprio tinha participado de uma insurreição nos Estados Pontifícios contra o papa, em 1831, mas neste ponto ele estava sob intensa pressão por parte dos fanáticos católicos ultramontanos franceses, que tinham votado majoritariamente por ele. Embora ele hesitasse em trair os liberais italianos, ele decidiu enviar tropas para restabelecer o papa.

## O cerco francês

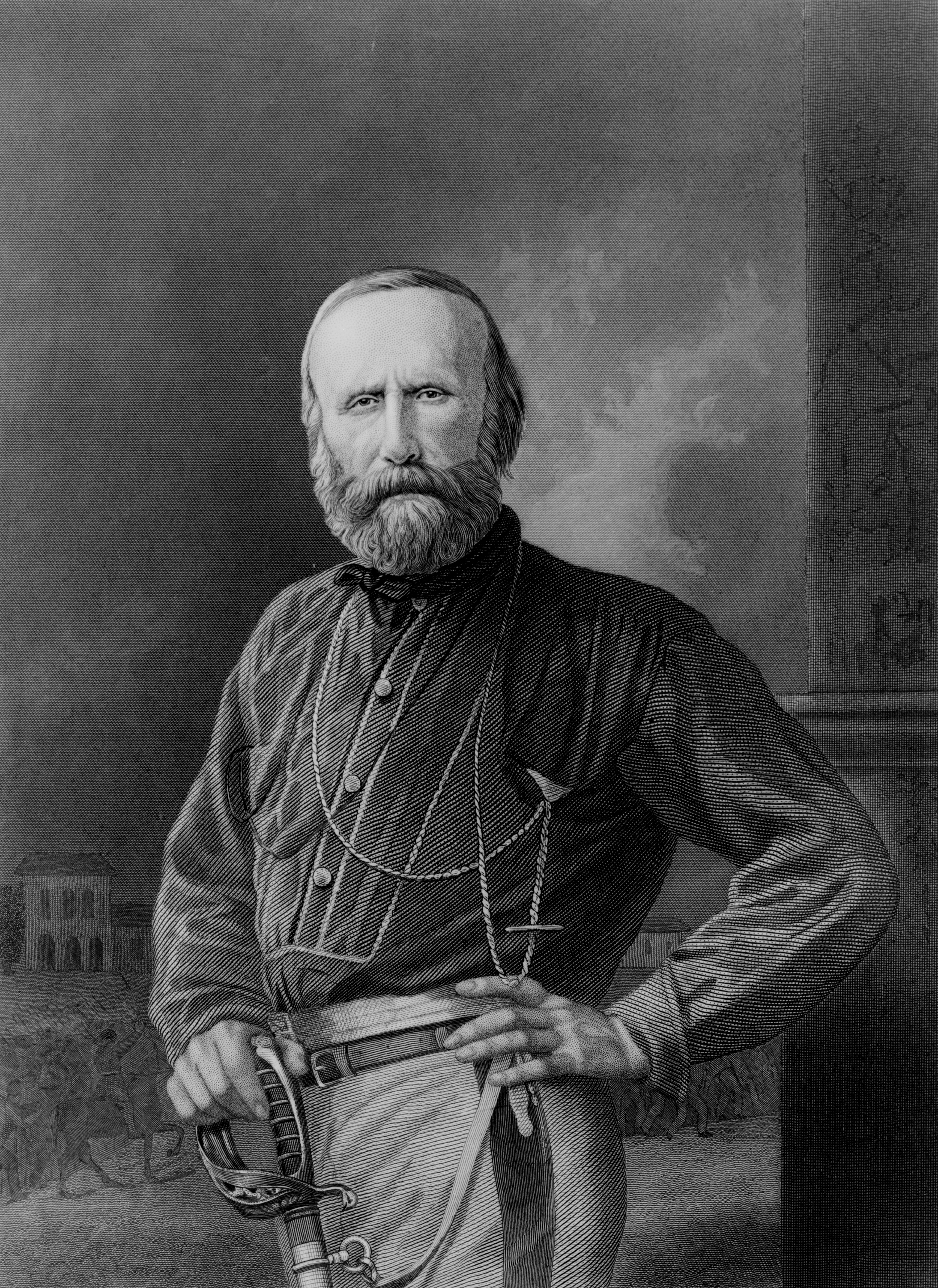
Giuseppe Garibaldi

O presidente da Segunda República Francesa, Luís Napoleão Bonaparte, posteriormente imperador Napoleão III de França. Em 25 de abril, de oito a dez mil soldados franceses sob comando do general Charles Oudinot desembarcaram em Civitavecchia, na costa noroeste de Roma, enquanto a Espanha enviou quatro mil homens sob Fernando Fernández de Córdova para Gaeta, onde o papa tinha encontrado refúgio. O francês enviou uma equipe oficial para no dia seguinte encontrar-se com Giuseppe Mazzini com uma mensagem de que o papa seria restabelecido ao poder. A Assembleia Revolucionária Romana, em meio a grandiosos gritos de "Guerra! Guerra!", autorizou Mazzini a resistir aos franceses pela força das armas.
Os franceses esperavam pouca resistência por parte dos "usurpadores". Mas a solução republicana foi dada na figura do carismático Giuseppe Garibaldi. Em 29 de abril, desembarcam no porto de Anzio 600 homens do batalhão lombardo Bersaglieri, comandado por Luciano Manara. Precipitadas defesas foram erguidas sobre os muros de Janículo, e as moradias da periferia da cidade foram protegidas. Os legionários e os cidadãos-soldados de Garibaldi conseguiram mandar as tropas inimigas de volta ao mar.
Mas, apesar da exortação das tropas de Garibaldi, Mazzini resistiu a acompanhar as suas vantagens, já que ele não tinha esperado um ataque francês e esperava que a República Romana pudesse se aliar à República Francesa. Os prisioneiros franceses eram tratados como ospiti della guerra e enviados de volta com folhetos republicanos citando o artigo V da recente constituição francesa: "A França respeita as nacionalidades estrangeiras e as forças dela jamais serão empregadas contra a liberdade de qualquer povo".
Como resultado, Oudinot foi capaz de reagrupar seu exército e aguardar reforços. Por outro lado, a tentativa diplomática de Mazzini revelou-se fatal para a República Romana. Uma carta de Luís Napoleão incentivou Oudinot e garantiu-lhe reforços franceses. O governo francês enviou Ferdinand de Lesseps para negociar um cessar-fogo.
Tropas napolitanas simpáticas ao papado entraram em território romano, e De Lesseps sugeriu que as forças de Oudinot na sua atual posição poderiam proteger a cidade a partir da abordagem convergente de um exército austríaco com o vigor napolitano. Muitos italianos de fora dos Estados Pontifícios deslocaram-se a Roma para a luta pela república: entre eles também Goffredo Mameli, que tinha tentado formar um estado comum entre a República Romana e a República Toscana, autor daquele que se tornaria o hino nacional da Itália após a proclamação da república em 1945, e que morreu de um ferimento sofrido na defesa de Roma.
O cerco começou a sério no dia 1 de junho e, depois de um assédio de um mês, apesar de muitos episódios de valor por parte do exército republicano e dos voluntários de Garibaldi, entre os quais a defesa do Janículo, o exército francês prevaleceu em 29 de junho. Em 30 de junho, a Assembleia Romana reuniu-se e foram debatidas três opções:
- render-se;
- continuar lutando nas ruas de Roma;
- retirar-se de Roma e continuar a resistência nos Apeninos.

Garibaldi fez um discurso em que ele favoreceu a terceira opção e, depois, disse:
| “ | Dovunque saremo, colà sarà Roma. (Onde estivermos, será Roma). | ” |

Declarou ainda Garibaldi ao parlamento romano:
| “ | A sorte, que hoje nos traiu, sorrirá para nós amanhã. Estou saindo de Roma. Aqueles que quiserem continuar a guerra contra o estrangeiro, venham comigo. Não ofereço pagamento, quartel ou comida. Ofereço somente fome, sede, marchas forçadas, batalhas e morte. Os que amam este país com seu coração, e não com seus lábios apenas, sigam-me. | ” |

A trégua foi negociada em 1 de julho e em 2 de julho Garibaldi, retirou-se de Roma. Na sua fuga em direção a Veneza, seguiram com ele 3 900 soldados (800 deles a cavalo). À sua caça, três exércitos (franceses, espanhóis e napolitanos) com 40 mil soldados. Ao norte lhe esperava o exército austríaco com quinze mil soldados. O destino final, embora não claro desde o início, era a costa adriática. Na neutra e independente república de San Marino, Garibaldi recusou o salvo-conduto oferecido a ele e sua família pelo embaixador americano. Na fuga, sua esposa Anita Garibaldi, conhecida com a "Heroína dos Dois Mundos", faleceu em 4 de agosto de 1849, em Mandriole, próximo a Veneza.
A república foi suprimida em 3 de julho de 1849, não antes de promulgar a sua constituição. Giuseppe Mazzini, Carlo Pisacane e os outros fundadores da república fugiram diretamente para o exterior.

## O fim da república
O exército francês entrou em Roma em 3 de julho de 1849 e restabeleceu o poder da Santa Sé. Em agosto, Luís Napoleão emitiu uma espécie de manifesto no qual ele pediu de Pio IX uma anistia geral, uma administração secular, a criação do Código Napoleônico, e, em geral, um governo liberal. Pio, de Gaeta, prometeu reformas que ele declarou motu proprio, isto é, da sua própria vontade, e não em resposta aos franceses.

## Desenvolvimento posterior
O papa não retornou a Roma até abril de 1850, uma vez que os franceses também foram considerados liberais, e que o papa não retornaria até ter certeza de que não houvesse interferência nos seus assuntos. O exército francês permaneceu em Roma, até que as tropas fossem retiradas com a eclosão da Guerra Franco-Prussiana. Em 20 de setembro de 1870, as tropas de Vítor Emanuel II entraram em Roma, que foi anexada e tornada capital do Reino de Itália.